# Kartki z dziennika Szatana
Kartki z dziennika Szatana (duń. Blade af Satans bog) – duński film dramatyczny z 1921 roku w reżyserii Carla Theodora Dreyera z Helge Nissen w roli głównej.
Zdjęcia kręcono m.in. w Kagerup.

## Fabuła
Szatan został wyrzucony z piekła i wygnany na Ziemię na podstawie postanowienia nieba. Może powrócić do piekła przeprowadzając serię pokus. Za każdą duszę, która ulegnie pokusie do wyroku Szatana doliczone zostaje 100 lat, natomiast za każdą duszę, która oprze się pokusie od wyroku Szatana zostaje odjętych 1000 lat. Przez większość historii film śledzi poczynania Szatana.
Cytując film dosłownie, Bóg rzekł do Szatana: "Wiedz, że za każdego człowieka, który ulegnie twej pokusie twoja kara zostanie przedłużona o sto lat, ale za każdego z nich, który ci się przeciwstawi, będziesz zwolniony z 1000 lat swojego wyroku. Odejdź i kontynuuj swoje złe czyny".

## Obsada
- Helge Nissen – Szatan
- Halvard Hoff – Jezus
- Jacob Texiere – Judasz
- Hallander Helleman – Don Gomez de Castro
- Ebon Strandin – Isabela, córka Castro
- Johannes Meyer – Don Fernandez
- Nalle Halden – Majordomus
- Tenna Kraft – Marie Antoinette
- Viggo Wiehe – Hrabia de Chambord
- Emma Wiehe – Hrabina de Chambord
- Jeanne Tramcourt – Lady Genevive de Chambord
- Hugo Bruun – Hrabia Manuel
- Elith Pio – Józef
- Emil Helsengreen – Komisarz ludowy
- Viggo Lindstrøm – Stary Pitou
- Clara Pontoppidan – Siri
- Carlo Wieth – Paweł